# Liste d'écrivains croates par année de naissance

## Renaissance
- Ivan Česmički (1434–1472)
- Marko Marulić (1450–1524)
- Šiško Menčetić (1457–1527)
- Džore Držić (1461–1501)
- Mavro Vetranović (1482/83?–1576)
- Hanibal Lucić (1485–1553)
- Petar Hektorović (1487–1572)
- Nicolas Nalješković (1500–1587)
- Mikša Pelegrinović (1500–1562)
- Antonio Veranzio (1504–1573)
- Petar Zoranić (1508–?)
- Marin Držić (1508–1567)
- Brne Karnarutić (1515–1573)
- Sabo Bobaljević Mišetić (1529/30?–1585)
- Dinko Ranjina (1536–1607)
- Juraj Baraković (1548–1628)
- Dominko Zlatarić (1558–1613)

## Baroque
- Matija Divković (1563–1631)
- Bartol Kašić (1575–1650)
- Ivan Gundulić (1589–1638)
- Ivan Bunić Vučić (1591/92?–1658)
- Junije Palmotić (1607–1657)
- Jerolim Kavanjin (1641–1714)
- Fran Krsto Frankopan (1643–1671)
- Ignjat Đurđević (1675–1737)

## Classicisme et préromantisme
- Filip Grabovac (1697/98?–1749)
- Andrija Kačić Miošić (1704–1760)
- Rugjer Josip Bošković (1711–1787)
- Benedikt Stay (1714–1801)
- Matija Antun Reljković (1732–1798)
- Đuro Ferić (1739–1820)
- Matija Petar Katančić (1750–1825)
- Tituš Brezovački (1757–1805)
- Zlatko Meštrić (1789–?)

## Romantisme
- Pavao Štoos (1806–1851)
- Ljudevit Gaj (1809–1872)
- Stanko Vraz (1810–1851)
- Dimitrija Demeter (1811–1872)
- Ivan Mažuranić (1814–1890)
- Petar Preradović (1818–1872)
- August Šenoa (1838–1881)

## Réalisme
- Josip Eugen Tomić (1843–1906)
- Eugen Kumičić (1850–1904)
- Ksaver Šandor Gjalski (1854–1935)
- Ante Kovačić (1854–1889)
- Josip Kozarac (1858–1906)
- Vjenceslav Novak (1859–1905)
- Silvije Strahimir Kranjčević (1865–1908)
- Ivana Brlić-Mažuranić (1874–1938)

## Modernisme
- Ivo Vojnović (1857–1929)
- Janko Leskovar (1861–1949)
- Antun Gustav Matoš (1873–1914)
- Dinko Šimunović (1873–1933)
- Vladimir Vidrić (1875–1909)
- Dragutin Domjanić (1875–1933)
- Milan Begović (1876–1948)
- Ivan Kozarac (1885–1910)

## Avant-garde etXXesiècle
- Jure Turić (1861–1944)
- Jagoda Truhelka (1864–1957)
- Viktor Car Emin (1870–1963)
- Marija Jurić Zagorka (1873–1957)
- Ivana Brlić-Mažuranić (1874–1938)
- Vladimir Nazor (1876–1949)
- Wilma von Vukelich (1880–1956)
- Janko Polić Kamov (1886–1910)
- Mihovil Pavlek-Miškina (1887–1942)
- Mile Budak (1889–1945)
- Slavko Kolar (1891–1963)
- Tin Ujević (1891–1955)
- Ivo Andrić (1892–1975), Prix Nobel 1961
- Miroslav Krleža (1893–1981)
- Antun Branko Šimić (1898–1925)
- Gustav Krklec (1899–1977)
- Mara Švel-Gamiršek (1900–1975)
- Mate Ujević (1901–1967)
- Sida Košutić (1902–1965)
- Dobriša Cesarić (1902–1980)
- Nikola Šop (1904–1982)
- Vladan Desnica (1905–1967)
- Vjekoslav Kaleb (1905–1996)
- Dragutin Tadijanović (1905–2007)
- Zvonimir Remeta (1909–1964)
- Petar Šegedin (1909–1998)
- Ivo Kozarčanin (1911–1941)
- Ivan Goran Kovačić (1913–1943)
- Ranko Marinković (1913–2001)
- Mirko Božić (1919–1995)
- Vesna Parun (1922–2010)
- Đermano Senjanović (1923–1942)
- Slobodan Novak (1924–2016)
- Slavko Mihalić (1928–2007)
- Slavko Goldstein (1928–2017)
- Ivan Slamnig (1930–2001)
- Sunčana Škrinjarić (1931–2004)
- Stjepan Džalto (1931–2008)
- Tomislav Ladan (1932–2008)
- Antun Šoljan (1932–1993)
- Mirko Kovač (1938–2013)
- Dubravko Horvatić (1939–2004)

## Époque contemporaine
- Ivan Aralica (1930-)
- Ivan Kušan (1933–2012)
- Marko Martinović (1933–2003)
- Nedjeljko Fabrio (1937-)
- Igor Mandić (1939-)
- Tomislav Dretar (1945-)
- Daša Drndić (1946-2018)[1],[2]
- Pavao Pavličić (1946-)
- Slavenka Drakulić (1949-)
- Dubravka Ugrešić (1949-)
- Drago Hedl (en) (1950-)
- Dražen Katunarić (1954-)
- Anka Žagar (1954-)
- Stanka Gjurić (en) (1956-)
- Davor Slamnig (1956-)
- Boris Domagoj Biletić (1957-)
- Vjekoslav Boban (1957-)
- Branko Čegec (1957-)
- Ratko Cvetnić (1957-)
- Amira Nimer (1957-)
- Edo Popović (1957-)
- Boris Buden (1958-)
- Željko Kocaj (1958-)
- Delimir Rešicki (1960-)
- Zoran Ferić (1961-)
- Miro Gavran (1961- ou 1962-)
- Krešimir Bagić (1962-)
- Marsela Šunjić (1963-2009)[3]
- Jurica Pavičić (1965-)
- Miljenko Jergović (1966-)
- Darko Macan (1966-)
- Stanko Andrić (1967-)
- Damir Karakaš (1967-)
- Tomislav Šarić (1967-)
- Ivo Totić (1967–2017)
- Davor Šalat (1968-)
- Ante Tomić (1970-)
- Boris Perić (?-)
- Jagoda Šimac (?-)
- Nikola Visković (?-)

### Littérature secondaire
- Krešimir Nemec, Dunja Fališevac, Darko Novaković (ur.): Leksikon hrvatskih pisaca, Zagreb, 2000.,  (ISBN 953-0-61107-2)